# Jan Agema
Jan Fokke Agema (Opmeer, 12 september 1919 – Zeist, 23 april 2011) was een Nederlandse waterbouwkundig ingenieur en hoogleraar aan de TU Delft. Hij is bekend van het ontwerp van de Havenmond van Hoek van Holland en de bouw van de stormvloedkering in de Oosterschelde.

## Opleiding
Agema groeide op in een arbeidersgezin, zijn vader werkte op de lokale melkfabriek. In 1932 ging hij naar de Ambachtsschool in Hoorn. In 1935 haalde hij zijn diploma.
Omdat de voorzitter van het bestuur van de ambachtsschool (ir. Van der Burgt) ook hoofd was van het arrondissement Hoorn van Rijkswaterstaat en Agema een hele goede leerling was, werd Agema gevraagd om leerling-tekenaar te worden bij de studiedienst van het arrondissement. 's Zomers moest Agema ook meedoen aan de meetcampagnes van de dienst in de Waddenzee.
In 1938 werd Agema als hulptekenaar overgeplaatst naar de studiedienst Benedenrivieren van Johan van Veen. In die tijd volgde hij bijlessen wiskunde en waterbouwkunde als voorbereiding voor het examen Technisch Ambtenaar van de Rijkswaterstaat.

## De oorlogsjaren
Agema werd in 1940 gemobiliseerd en werd in Schoonhoven gelegerd bij de pontonniers. Via Grave kwam hij in mei 1940 direct na het bombardement in Rotterdam terecht. In juni kon hij zijn werk bij Rijkswaterstaat hervatten. Begin 1941 haalde hij het diploma "waterbouwkundig opzichter Zeeland" en hij werd vervolgens op 1 april 1941 overgeplaatst naar Bergen op Zoom als opzichter 3e klasse bij het bureau havenwerken. Aldaar haalde hij ook het PBNA-diploma betontechnicus. In 1942 werd hij naar Hoorn overgeplaatst, dook in 1943 onder en kon als onderduiker klusjes voor de studiedienst doen. Hij zag zelfs kans om als onderduiker het examen Technisch Ambtenaar van Rijkswaterstaat te doen; mede hierdoor werd hij in 1946 bevorderd tot Technisch Ambtenaar in vaste dienst.

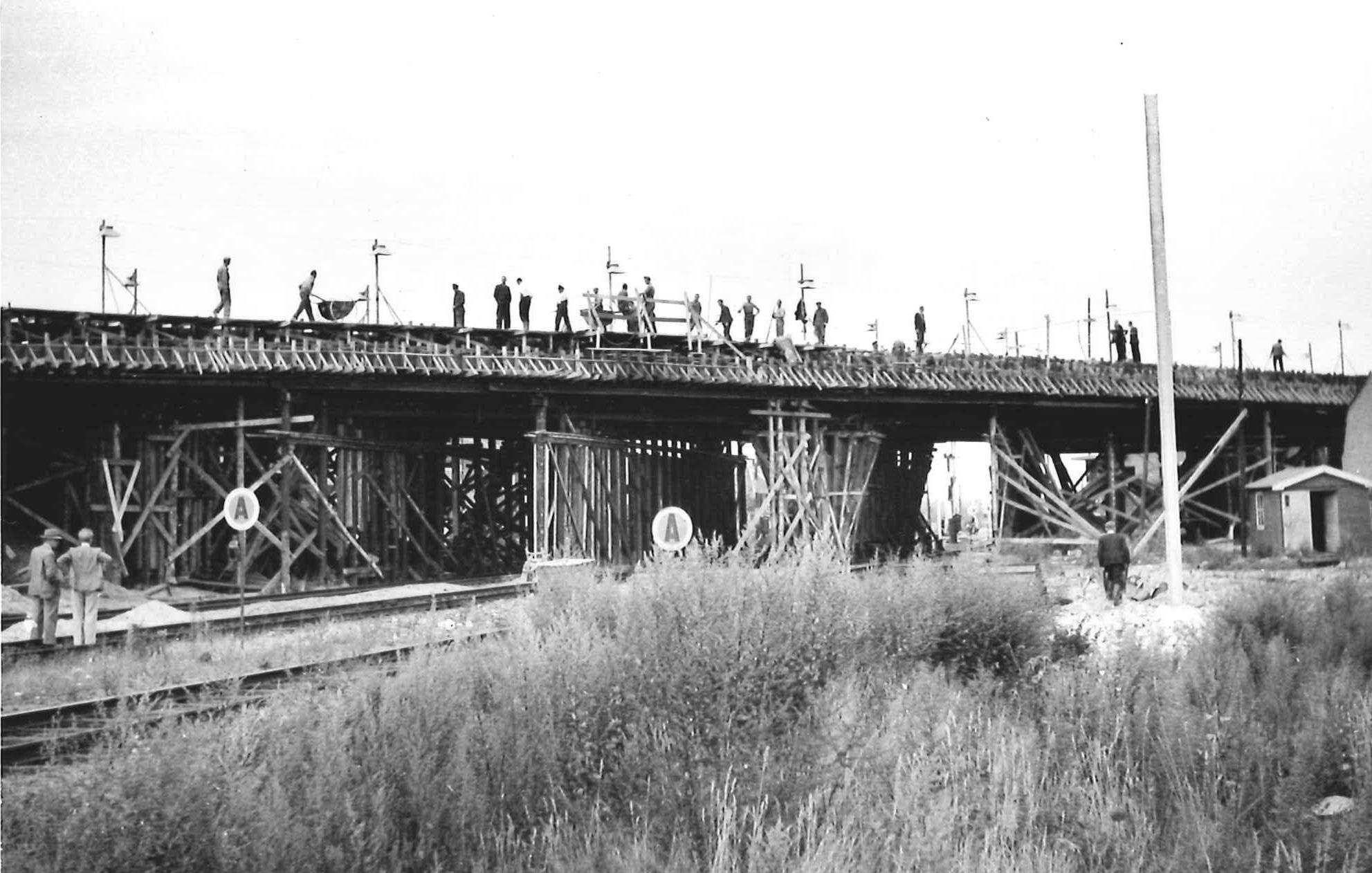
bekistingswerk viaduct over spoorlijn nabij Roermond, onder supervisie van Jan Agema

## Na de oorlog
In februari 1947 werd hij overgeplaatst naar Roermond, en hield zich daar bezig met het herstel van kunstwerken en rijkswegen. Op 1 november 1948 werd hij weer overgeplaatst en wel naar de Studiedienst in Vlissingen onder ir. Herman Ferguson. Na de watersnoodramp van 1 februari 1953 werd hij ingezet bij het dichten van de vele doorbraken. Hij maakte met een helikopter de eerste inventarisatie van de schade en een eerste herstelplan. De belangrijkste sluiting van Agema was het sluiten van de stroomgaten bij Hansweert en Kruiningen.

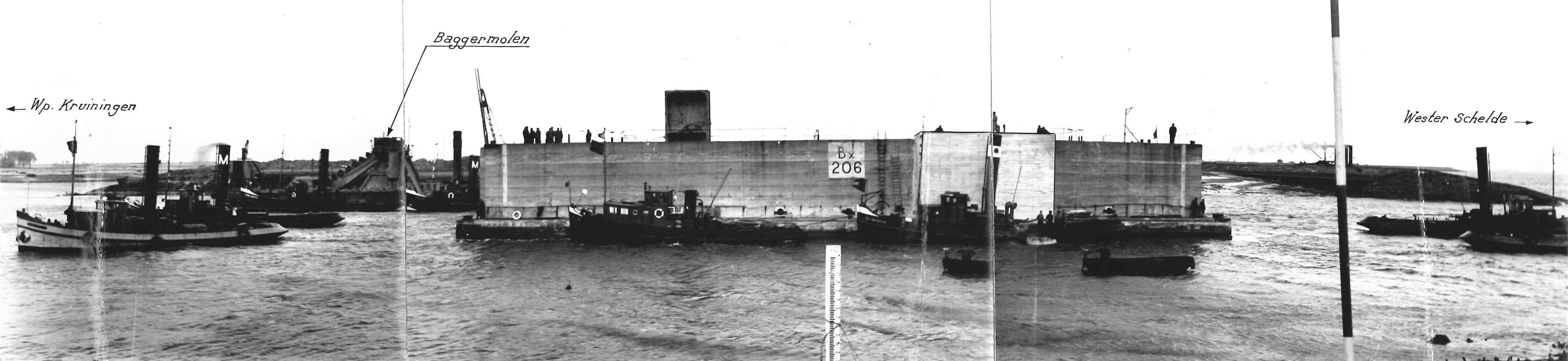
Panorama sluiting veerhaven bij Kruiningen, met bijschriften op de foto

## Centrale studiedienst Den Haag en academische opleiding
Op 1 juli 1957 werd Agema als waterstaatkundig hoofdambtenaar overgeplaatst naar de Centrale studiedienst van Rijkswaterstaat in Den Haag. In 1959 besloot hij om zich als (werk-)student waterbouw in te schrijven bij de TU Delft. Hij kon worden toegelaten omdat het diploma Technisch Ambtenaar van Rijkswaterstaat gelijkgesteld was aan een HTS-diploma. Omdat hij deze studie naast zijn (fulltime) baan deed kon hij pas in 1970 afstuderen bij prof. Eco Bijker. Nadat hij dit diploma behaald had, werd hij bevorderd tot hoofdingenieur bij Rijkswaterstaat.

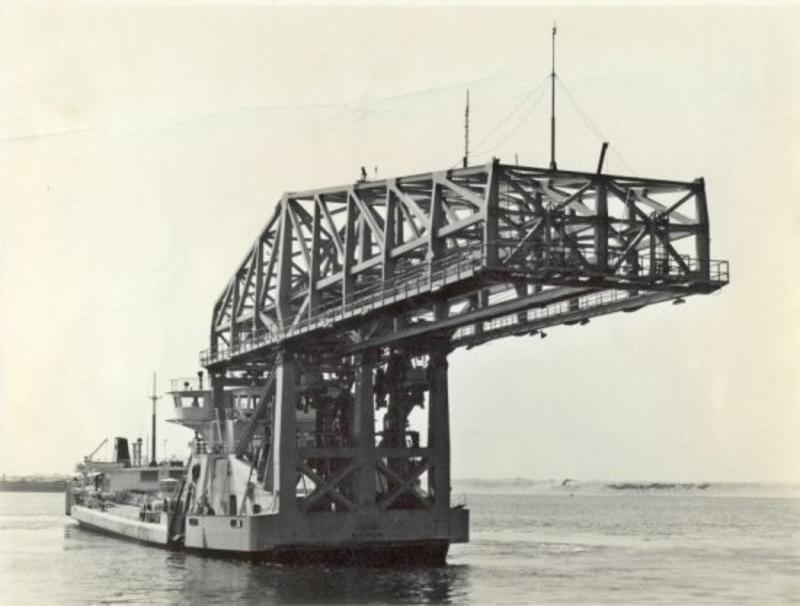
Blokkenplaatsvaartuig Norma

Vanaf 1960 werkte Agema bij het arrondissement Rotterdam, waar hij belast werd met het ontwerp voor een nieuwe havenmond van Hoek van Holland. In 1966 verhuisde zijn werkplek naar Hoek van Holland, waar hij onder leiding van ir. Co van Dixhoorn betrokken was bij de bouw van de nieuwe havendammen (onder andere met de blokkenschepen). Over de aanleg van deze Havenmond is een documentaire van 28 minuten gemaakt: Mond voor mammoets (1970), geregisseerd door Joop Burcksen en Ruud Herblot, en geproduceerd door Mundofilm.

## Oosterschelde
In 1973 ging Agema als hoofdingenieur A naar de Deltadienst en kreeg de leiding over de waterloopkundige afdeling. De bedoeling was dat hij zou werken aan de afsluiting van de Oosterschelde. In 1976 werd besloten dat de Oosterschelde niet afgesloten zou worden, maar dat er een stormvloedkering gebouwd zou worden. Hiervoor kwam er veel extra werk voor de waterloopkundige afdeling, die hiervoor onder andere de mathematische modellen voor de waterbeweging ontwikkelde.

## TU Delft
Vanaf 1972 was Agema parttime docent bij de TU Delft. Op 1 september 1979 werd Agema benoemd tot gewoon hoogleraar in de Algemene Waterbouwkunde aan de TU Delft.
Hiermee is hij waarschijnlijk de laatste hoogleraar aan de TU Delft die zichzelf heeft op kunnen werken van leerling-tekenaar met ambachtsschooldiploma tot hoogleraar. Agema was een sterke pleitbezorger van kwaliteitsborging. Dit houdt onder meer in dat uitvoeringsprocessen zullen moeten worden verbeterd opdat gewaarborgd wordt dat het uitgevoerde werk aan de ontwerpspecificaties voldoet. Deze kwaliteitsborging dient zich ook uit te strekken tot het beheer en onderhoud.  Daarnaast heeft Agema zich sterk gemaakt voor het gebruiken van probabilistische methoden bij het ontwerp en stimuleerde hij dat Han Vrijling dit later kon uitbouwen tot een belangrijk onderdeel van de leerstoel. In 1992 verleende de TU Delft hem onder andere hiervoor een eredoctoraat. Op 1 oktober 1985 ging Agema met emeritaat.

## Buitenland

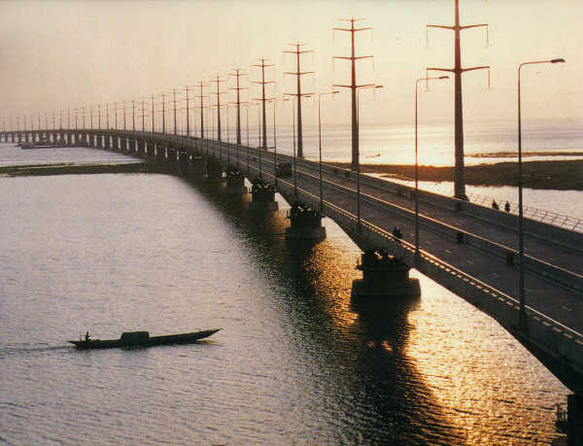
De Jamunabrug

Agema was in 1986 in Bangladesh betrokken bij de afsluiting van de rivier Feni. Ook is hem als adviseur van de Wereldbank in 1985 gevraagd om zitting te nemen in een panel ter beoordeling van een oeververbinding over de Jamuna, ook in Bangladesh. Vervolgens was hij verantwoordelijk voor de realisatie van het natte deel (de rivierwerken) van het project (wat ca 50% van de totale kosten omvatte).  Daarnaast was hij berokken bij het ontwerp van de stormvloedkering in Venetië, het MOSE-project.

## prof.dr.ir. J.F. Agemaprijs
In 2000 is door KIvI-NIRIA de Agemaprijs ingesteld voor een gerealiseerd en innovatief waterbouwkundig werk, dat in de vijf jaar daarvoor is gereedgekomen. Deze prijs wordt om de vijf jaar uitgereikt aan het gehele team van opdrachtgever, ontwerper en aannemer. Uit de aanmeldingen worden vijf projecten genomineerd, waarvan een jury uiteindelijk de winnaar kiest. Er zijn de volgende prijswinnaars:
- 2000 De bouw van de brug over de Jamuna in Bangladesh. (uitgereikt in 2001)
- 2005 De Balgstuw bij Ramspol
- 2010 De Busan-Geoje vaste oeververbinding in Zuid-Korea.
- 2015 De tweede Maasvlakte. Het boek Bouwen aan de Delta geeft een overzicht van alle genomineerde projecten van 2015.[4]
- 2020 De Marker Wadden (door Covid pas uitgereikt op de Waterbouwdag 2021). Van de inzendingen is een overzichtsboek gemaakt Bouwen aan de toekomst van de delta.

## Privé
Jan Agema is in 1960 gehuwd met Lien Koot uit Rotterdam. Het echtpaar ging na het huwelijk in Hoek van Holland wonen en kreeg drie kinderen. In 1979 is het echtpaar verhuisd naar 's-Gravenzande en in 2010 naar Zeist. Agema overleed aldaar op 91-jarige leeftijd. In 1977 is hij benoemd tot officier in de orde van de Nederlandse Leeuw, als hoofdingenieur voor bijzondere diensten bij de Rijkswaterstaat.

## Publicaties
- Foto's van sluitgaten in Zeeland (1953)
- Vergelijkende beschouwingen over de werking van paalhoofden en stenen strandhoofden (1960) Nota WWK 60-1
- The study of the motion of sea-going vessels under the influence of waves, wind and currents, in order to determine the minimum depth required in port approaches and along offshore berthing structures for tankers and ore-carriers (1967) Rapport (DD) K-158
- Memorandum inzake de konstruktie van op de kopvlakken in elkaar grijpende caissons van het "Hantsholm" type, welke zou kunnen worden toegepast voor de in relatief diep water te bouwen damgedeelten voor de nieuwe havenmond bij Hoek van Holland (1970) nota dienst havenmonden,
- Hydraulic engineering works for the benefit of navigation in the new Rotterdam harbours (1971) Presentatie RWS
- Het verloop van het zoutgehalte langs de kust tussen Hoek van Holland en Vlissingen (1973) nota DDWT-73.116
- Stroombestendigheid Silex 90-300 (1976)nota W-76-020
- Plan "Nieuwduinen" van de Stevin Groep N.V. (1978) WWKZ-78G.204
- nota DDWT-73.116 Kustverdedigingswerken Just (1978) nota ddwt 78-016
- Kusttransportberekeningen t.b.v. suppletie met zand met verschillende gemiddelde korreldiameter (1978) notitie DDWT 78.288
- Verandering van de Zeeuwse kusten door mens en natuur (1979) WWKZ-80.V024 - Lezing op 16 mei 1979 voor de Contactgroep Kust
- Wegen in de waterbouw inaugurale rede Delt
- Het totaal overziende (Dijkherstel Z. Beveland) (1984) Afscheidsymposium
- Interimrapport Probabilistisch ontwerpen van waterkeringen (1985) Technische Adviescommissie voor de waterkeringen
- Maas-Rijnverbinding: Een verkennende studie naar mogelijke scheepvaartverbindingen tussen de Maas en de Rijn alsmede naar effecten daarvan  (1985)Delft Universiry Press
- Bituminous materials in hydraulic engineering (summary of the Eurobitume Symposium) (1985)
- Instrumentatie voor monitoring en de exploitatie van civiel-technische werken (1986)instrumentatie Afscheidssymposium J. v.d. Wel (van micromolen naar productontwikkeling
- Betonnen bekledingen op dijken en langs kanalen, state of the art (bijdrage II) (1986) VNC-publicatie n.a.v. een syposium
- Grimar (Grindwinning voor Maas-Rijn verbinding) (1986) TU nota
- Betonnen dijk- en oeverbekledingen (1987) Symposium onder voorzitterschap van Agema
- Lezingen TAW-dag: 6 december 1989;lezing Werkgroep Probabilistische methoden (1989) Technische adviescommissie voor de waterkeringen
- Beoordeling van uitgevoerd onderzoek naar het beleid voor de Westerschelde (1992) rapport T1099 (in opdracht van RWS en provincie Zeeland)
- Van de grond af opgebouwd, Bundeling van de lezingen ter gelegenheid van de 80e verjaardag van prof. Agema (1999)

- International Standard Name Identifier: 0000 0003 9652 5276
- Nederlandse Thesaurus van Auteursnamen: 070755086
- Virtual International Authority File: 291504511
- WorldCat: E39PBJcwDYydmPHBFbjBpxkdQq